# Sri Pada
Sri Pada (singalski za "Sveti otisak stopala"), poznata i kao planina Samanalakanda (සමනළ කන්ද), tj. "Planina leptira" (tamilski Sivanolipatha Malai, சிவனொளி பாதமலை); u kolonijalno doba također poznata kao "Adamov vrh", je 2243 metra visoka planina u Središnjoj visoravni Šri Lanke.
Povijest Sri Pade je prepuna legendi i njegov 1,8 m kameniti vrh, tzv. "sveto stopalo", budisti smatraju za otisak stopala Bude, hinduisti Šive, a muslimani i kršćani Adama.
Prema Mahavamsinoj Velikoj kroniki Šri Lanke, projekcija Budinog lika je tu posjetila Šri Lanku 550. pr. Kr. stavivši jednu nogu u sjeverni kraljevski grad (Anuradhapura), a drugu na vrhu planine Sri Pade. U 11. stoljeću se vladajući monarh, kralj Vijayabahu I., sa svojom vojskom prvi popeo na njegov vrh. U 13. stoljeću ga je osvojio i kralj Panditha Parakrama Bahu I. te je odlučio urediti prilaz vrhu kako bi olakšao pristup hodočasnicima. Marco Polo ga je posjetio u 13. stoljeću, a Ibn Battuta stoljeće kasnije. Tijekom vladavine kralja Magha, budisti su bili progonjeni i redovnici su u velikom broju pobjegli u susjedne zemlje kao što su Burma, Tajska i Laos. Kako bi nastavili obožavati otisak Budina stopala, Sri Pada, oni su napravili replike koje su postavljene u hramovima u inozemstvu. Kao rezultat toga, obožavanje Sri Pada se proširilo u cijeloj jugoistočnoj Aziji; praksa koja se nastavila neprekinuto od 13. stoljeća do danas. Kada su se redovnici vratili donijeli su ove replike natrag u hramove Šri Lanke i kult Sri Pada putem malih replika je postao popularan u zemlji. Tijekom sljedećih stoljeća, sve do današnjih dana, planina Sri Pada je postala jedno od najvažnijih hodočasničkih mjesta u zemlji.
Rezervat divljine vrha Sri Paada, osnovan 1940. godine, ima površinu od 22.380 hektara i pripada širem zaštićenom području Središnje visoravni Šri Lanke koja je 2010. godine upisana na UNESCOv popis mjesta svjetske baštine u Aziji zbog velikog broja endemskih biljaka.

## Vanjske poveznice
|  | Zajednički poslužitelj ima još gradiva o temi Sri Pada |

- Legenda Adamovog vrha, Šri Lanka (engl.)
- Adam's Peak web site (engl.)
- Sri pada: Buddhism's most sacred mountain  Arhivirana inačica izvorne stranice od 17. kolovoza 2012. (Wayback Machine) (engl.)